# Elay Wirjo
Elay Wirjo (30 december 1998) is een Nederlands voormalig  basketballer.

## Carrière
Wirjo speelde in de jeugd van Basketball Academy Zwolle. Hij maakte in 2016/17 zijn debuut in de Nederlandse Eredivisie bij Landstede Basketbal. In 2018 maakte hij de overstap naar BA Limburg waar hij drie seizoenen speelde. In 2021 verliet hij die ploeg.

### Nationale ploeg
Wirjo speelde voor de Nederlandse nationale jeugdploegen.